# Silhouetten-Animation
Silhouetten-Animation ist eine Art der Animation, bei der die Charaktere nur als schwarze Silhouetten sichtbar sind. Dieser Effekt wird normalerweise mit Hilfe von Gegenlicht und Figuren aus Karton erzeugt, wobei daneben auch andere Methoden existieren. Diese Methode ist durch das Schattenspiel inspiriert, hinsichtlich der technischen Umsetzung gibt es aber deutliche Unterschiede.

## Geschichte
Inspiriert durch das europäische Schattenspiel und den europäischen Schattenriss (Étienne de Silhouette und Johann Caspar Lavater), wurde die Silhouetten-Animation in Filmen scheinbar parallel aber unabhängig voneinander von verschiedenen Personen erfunden. Die früheste bekannte Verwendung ist dabei der Kurzfilm The Sporting Mice (1909) des britischen Filmemachers Charles Armstrong. Sein Film The Clown and His Donkey (1910) ist der früheste erhaltene Silhouetten-Animationsfilm. In diesem und zumindest einem weiteren von Armstrongs Filmen (wovon auch einige durch Bücher von Georges Sadoul weiterlebten) wurden weiße Silhouetten auf schwarzem Hintergrund verwendet.
Es ist allerdings sehr wahrscheinlich, dass weder die deutsche Animatorin Lotte Reiniger noch der amerikanische Puppenspieler Tony Sarg Armstrongs Arbeit kannten. Reiniger schuf einige der heutigen Standardverfahren mit ihrem ersten Film Das Ornament des verliebten Herzens (1919).
Ihr Spielfilm Die Abenteuer des Prinzen Achmed von 1926 – einer der ältesten animierten Spielfilme – erzeugte Interesse für Silhouetten und führte zu einigen Imitatoren. Reinigers Einfluss reichte offensichtlich bis nach Japan, denn Toshio Suzukis Yonjunin no Tozoku („Vierzig Räuber“,1928) und Hidehiko Okuda, Tomu Uchida und Hakuzan Kimuras Kanimanji Engi („Das Märchen vom Tempel der Krabben“) sind durch ihre Arbeit inspiriert.
Einige Silhouetten-Filme wurden auch vom National Film Board of Canada produziert.
Zwischen 1954 und 1990 wurden im DEFA-Studio für Trickfilme in Dresden mehr als 70 Silhouetten-Animationsfilme produziert. Ein Großteil dieser Filme sind Märchen, Fabeln und Kindergeschichten, jedoch wurden auch einige Lehr- und Propagandafilme erstellt. Namhafte Regisseure dieser Zeit sind Bruno J. Böttge, Manfred Henke und Jörg Herrmann. Bruno J. Böttge war mit rund 40 Filmen neben Lotte Reiniger einer der beständigsten Silhouettenfilmemacher der Animationsfilmgeschichte.
Heutzutage ist die professionelle Erzeugung von reinen Silhouetten-Filmen selten und noch seltener sind Animatoren, welche sich ausschließlich auf diesem Gebiet spezialisieren. Sequenzen von digitalen und gezeichneten Silhouetten-Animationen werden aber dennoch verwendet, wie beispielsweise in South Park beim Ausschalten des Lichts, in einer Folge der Serie Mona der Vampir (1999) und zeitweise in der Animation Sayonara Zetsubō Sensei (2007), sowie in manchen Levels in Donkey Kong Country Returns (2010).

## Techniken
Traditionelle Silhouetten-Animation, wie sie von Reiniger erfunden wurde, ist eine Unterkategorie der Cut-Out-Animation (auch Scherenschnitt), welche eine der vielen Formen von Stop-Motion ist. Bei dieser Technik werden Figuren verwendet, welche aus Karton ausgeschnitten und in manchen Fällen anschließend mit dünnen Metallplatten verstärkt werden. Diese Figuren werden mit Garn oder Draht bei den Gelenken zusammen gebunden (heutzutage werden stattdessen meist Musterklammern aus Plastik oder Metall verwendet). Die Gelenke werden dann Frame für Frame auf einem Tricktisch bewegt und von oben mit einer Rostrum Kamera gefilmt. Solche Techniken wurden mit stilistischen Änderungen von Fachleuten wie Noburō Ōfuji in den 1940er Jahren und Bruno J. Böttge in den 1970er Jahren verwendet. Michel Ocelots Fernsehserie Ciné si (1989) verwendete eine etwas andere Technik, bei welcher Cut-Out-Animation mit Cels und gelegentlich Realfilm oder Knetanimation kombiniert wird (diese Serie ist besser bekannt als Princes et princesses, der Spielfilmversion, welche unten genannt wird).
Diese war auch die erste Silhouetten-Animation, welche die Charaktere erfolgreich für sich selbst sprechen ließ (traditionellerweise wurden entweder Zwischentitel- oder Voice-over-Erzählung verwendet), da durch die Kombination verschiedener Techniken eine korrekte Lippen-Synchronisation möglich wurde.
Traditionelle Animation kann auch verwendet werden, um Silhouetten-Animation zu imitieren, wie regelmäßig in Be-PaPas’ Utena. Revolutionary Girl (1997) zu sehen.
Zuletzt wurden einige Silhouetten-Filme aus dem Bereich der Computeranimation produziert, was die verschiedenen Ansätze zu dieser Technik zeigt. Jossie Malis verwendet beispielsweise 2D Vektoranimation, Michel Ocelot verwendet in seinem Film Earth Intruders (2007) und einer Szene von Azur und Asmar (2006) 3D-Figuren, welche als Silhouetten gerendert werden, Anthony Lucas wiederum verwendet in seinem Oscar-nominierten Film The Mysterious Geographic Explorations of Jasper Morello (2005) 2D-Figuren in Kombination mit 3D-Hintergründen.
Computeranimation wurde auch dazu verwendet expliziter auf das Schattentheater Bezug zu nehmen, insbesondere auf das des südostasiatischen „Wayang-Kults“, indem sichtbar Stangen hinzugefügt wurden, welche die Figuren scheinbar bewegten (ironischerweise ist es in der Computergrafik genau andersherum). Diese Technik wurde beispielsweise in Jan Koesters Our Man in Nirvana (2006) und am Anfang von Disneys Spielfilm Das Dschungelbuch 2 (2003) verwendet. Michel Ocelots Fernsehserie Bergères et dragons (Shepherdesses and Dragons, 2010) verwendet eine Mischung von 2D- und 3D-Computeranimation, um den Eindruck seiner früheren analogen Silhouetten-Animationen zu simulieren.
Dennoch wird auch traditionelle Cut-Out-Silhouetten-Animation immer noch von Personen wie Edward D. de Leon und Reza Ben Gajra praktiziert, wobei diese oft mit anderen Formen der Stop-Motion-Animation kombiniert wird, wie mit Lumage, welche eine Cut-Out-Technik mit Plastikstoffstücken und einem Lichttisch darstellt.
Silhouetten-Filme sind traditionellerweise monochrom, wobei für den Vordergrund solides Schwarz und für den Hintergrund verschiedene Graustufen verwendet werden – je entfernter ein Element wirken soll, desto blasser wird dessen Grauton dabei gewählt, um so eine Illusion von Tiefe zu erzeugen. In Die Geschichte des Prinzen Achmed wurden verschiedene Szenen als Ganzes in verschiedenen Farben viragiert, wie es damals für Spielfilme das Standardverfahren war. Das Geheimnis der Marquisin (1922) ist ein Weiß-Auf-Schwarz Silhouetten-Film. Jack and the Beanstalk („Hans und die Bohnenranke“, 1955), welchen Reinger in Farbe drehen musste, verwendet Farben für den Hintergrund und schwarze Silhouetten, wovon manche mit transparentem bunten Papier eingewickelt wurden, um einen Glasmalerei-Effekt zu erreichen. Für den Rest ihrer Karriere widmete Reiniger sich allerdings wieder monochromen Filmen. Einen Mittelweg schlug Reiniger allerdings bei ihrem Film Aucassin et Nicolette (Aucassin und Nicolette, 1976) ein, bei welchem eine dezentere Farbpalette für die Hintergründe gewählt wurde, welche aus Stücken von transparentem Plastik gemacht waren.
Viele spätere Filmemacher versuchten in ihren farbigen Silhouetten-Filmen den getönten Stil von Die Abenteuer des Prinzen Achmed zu imitieren, indem sie Hintergründe mit vielen verschiedenen Tönen einer Farbe verwendeten, oder aber welche mit zwei ähnlichen oder komplementären Farben.

## Liste von Silhouetten-Filmen mit Spielfilm-Länge
- Die Abenteuer des Prinzen Achmed (1926) von Lotte Reiniger
- Pinocchio (1930) von Ugo Amadoro
- Shaka no Shōgai (1961) von Noburō Ōfuji
- Princes et princesses (2000) von Michel Ocelot
- Les Contes de la nuit (2011) von Michel Ocelot
- Der siebente Rabe (2011) von Jörg Herrmann

Ōfujis und Ocelots Spielfilme sind Kompilationsfilme von früheren Kurzfilmserien.

## Liste von Silhouetten-Kurzfilmen
- 1921–1923: Tony Sarg’s Almanac (17 Stummfilme).
- 1961: Da helfen keine Pillen